# Place Jean Jaurès (métro de Lyon)
Pour les articles homonymes, voir Place Jean-Jaurès.
Place Jean Jaurès est une station de la ligne B du métro de Lyon, située avenue Jean-Jaurès au niveau du carrefour avec la rue Pré-Gaudry, dans le quartier de Gerland dans le 7e arrondissement de Lyon, préfecture de la région Auvergne-Rhône-Alpes.
Elle est mise en service en 2000, lors de l'ouverture à l'exploitation du prolongement de la ligne B jusqu'au Stade de Gerland.

## Situation ferroviaire
La station Place Jean Jaurès est située sur la ligne B du métro de Lyon, entre les stations Debourg et Jean Macé.

## Histoire
La station « Place Jean Jaurès » est mise en service le 4 septembre 2000, lors de l'ouverture officielle de l'exploitation du prolongement la ligne B du métro de Lyon de la station de Jean Macé à celle de Stade de Gerland.
Elle est construite, comme la plupart du prolongement de la ligne, dans un chantier à ciel ouvert sous l'avenue Jean-Jaurès. Elle est édifiée suivant le plan général type de cette deuxième ligne, deux voies encadrées par deux quais latéraux, mais dispose d'une décoration qui lui est propre, comme chacune des stations ouvertes en 2000.
La décoration de la station a été réalisée en collaboration entre l'architecte Robert Dussud et l'artiste Patrick Reynaud sur le thème « L’invitation au voyage ». Cela se traduit dans l'architecture de la station par la plafond étoilé et les décorations très différentes de chaque quai, avec une mise en lumière conçue par Philippe Hutinet, : Le mur du quai en direction de Charpennes - Charles Hernu est recouvert d'un extrait de grande carte du monde et est baptisé « rive de la planète » tandis qu'en direction de Gare d'Oullins les piliers forment le mot « ITINERAIRE » et est baptisé « rive de l'écrit ». Le travail commun de l'architecte et de l'artiste a offert une décoration censée rendre hommage à la mobilité sous la forme d'une invitation au tour du monde. Le style de la station fait que l'art fait plus que figurer : il fait partie intégrante de l'architecture de la station et prend l'avantage sur l'architecture en masquant les techniques de construction.
La station est équipée dès l'origine d'ascenseurs pour les personnes à mobilité réduite et de portillons d'accès depuis le 25 avril 2006. Il n'y a pas de personnel, des automates permettent l'achat et d'autres le compostage des billets.

## Service des voyageurs

### Accueil
La station compte quatre accès, deux par sens de part et d'autre de l'avenue Jean-Jaurès aux extrémités des quais, à l'ouest pour la direction de Charpennes - Charles Hernu et à l'est pour la direction Gare d'Oullins. Elle dispose dans chacun des accès de distributeurs automatiques de titres de transport et de valideurs couplés avec les portillons d'accès.

### Desserte
Place Jean Jaurès est desservie par toutes les circulations de la ligne.

### Intermodalité
La station est desservie par deux lignes de bus du réseau Transports en commun lyonnais (TCL), les lignes C7 et 64 (arrêt Pré-Gaudry). Du 7 janvier 2011 au 15 mars 2020, la ligne de bus Pleine Lune PL4 était de passage la nuit.
Outre les rues et places avoisinantes, elle permet de rejoindre à pied différents sites, notamment : la place Jean-Jaurès à proximité, l’EM Lyon Business School, la piscine et gymnase Benjamin-Delassert et la salle de judo Ravier.